# ТЕС Іллізі
26°30′43″ пн. ш. 8°28′33″ сх. д. / 26.51194° пн. ш. 8.47583° сх. д.
ТЕС Іллізі — теплова електростанція на південному сході Алжиру.
Первісно енергозабезпечення містечка Іллізі, що знаходиться у глибині пустелі Сахара, забезпечували дизель-генератори. Зокрема, відомо, що на майданчику ТЕС Іллізі в 1993 та 1996 роках запустили дві такі установки потужністю по 1,9 МВт.
У 2005-му по трубопроводу Гассі -Кіфаф — Іллізі подали природний газ і того ж року на ТЕС Іллізі були введені три встановлені на роботу у відкритому циклі газові турбіни потужністю по 3 МВт. У 2013-му майданчик підсилили ще трьома газовими турбінами потужністю по 5 МВт, а в 2016-му запустили газову турбіну з показником 18 МВт.
У 2018-му анонсували початок будівництва в Іллізі ще однієї електростанції, майданчик для якої обрали за вісім кілометрів на північний схід від чинної. Вона мала отримати чотири газові турбіни потужністю по 20 МВт з можливістю розширення завдяки встановленню ще чотирьох таких же турбін. У 2022-му анонсували запуск першої черги потужністю 80 МВт навесні 2023-го, втім, як показують дані геоінформаційних систем, проєкт посувається із затримкою.